# 775년

## 연호
- 당(唐) 대력(大曆) 10년
- 일본(日本) 호키(宝亀) 6년

## 기년
- 당(唐) 대종(代宗) 14년
- 신라(新羅) 혜공왕(惠恭王) 11년
- 발해(渤海) 문왕(文王) 39년

## 사건
- 레온 4세가 비잔티움 제국의 황제로 즉위하다.
- 신라, 김은거와 이찬 염상과 정문이 반란을 일으켰으나 진압되었다.